# Andreas Kohn
Andreas Kohn (geb. 11. März 1964 in München) ist ein deutscher Opernsänger (Bass), Dozent und Professor.

## Leben
Nach seiner Ausbildung am Mozarteum in Salzburg, wo er bei seinem Vater, dem Kammersänger Karl-Christian Kohn, studierte und 1987 mit Auszeichnung abschloss, begann er seine Laufbahn im Opernstudio der Bayerischen Staatsoper. In dieser Zeit war er in der Endrunde beim Wettbewerb Neue Stimmen der Bertelsmann Stiftung, Finalist des Mozartfest-Wettbewerbs für Gesang in Würzburg und Preisträger beim Bundeswettbewerb Gesang Berlin (Stipendium der Richard Wagner Gesellschaft Bayreuth).
Sein erster Fachvertrag führte den Bassisten ans Hessische Staatstheater Wiesbaden, wo er u. a. Don Basilio (Der Barbier von Sevilla), Masetto (Don Giovanni), Colline (La Bohème) und Fafner (Das Rheingold) sang. 1993 engagierte ihn Daniel Barenboim ins Ensemble der Berliner Staatsoper. Hier übernahm er Partien seines Fachs, u. a. Don Fernando (Fidelio), Don Basilio (Der Barbier von Sevilla), König (Aida) und Kaspar (Der Freischütz).
Gastspiele und Konzertreisen führten Kohn u. a. zu den Salzburger Festspielen (Salome, Dirigent: Christoph von Dohnányi, Regie: Luc Bondy; Don Giovanni, Partie: Masetto, Dirigent: Daniel Barenboim, Regie: Patrice Chéreau), nach Cleveland und Israel, nach Tokio und Rom (Elektra und Parsifal konzertant, Dirigent: Giuseppe Sinopoli), Genf, Barcellona, Venedig, Brüssel und Athen, die Semperoper Dresden und die Staatsoper Stuttgart. 2002 kehrte Andreas Kohn wieder in seine Heimatstadt München zurück, wo er seitdem als Gast an der Bayerischen Staatsoper auftritt u. a. in Carmen, Die Zauberflöte, Salome, Billy Budd, Moses und Aron, Tosca, Les Troyens, Nabucco, Die Meistersinger von Nürnberg .Hier arbeitete er u. a. mit Kent Nagano und Zubin Mehta zusammen. Im Oratorien und Konzertfach sang er u. a. mit Enoch zu Guttenberg, und Peter Schreier zusammen. Andreas Kohn belegte darüber hinaus Meisterklassen im Liedgesang bei Paul Schilhafsky in Salzburg und Hans Hotter in München. Von 2004 bis 2021 erfüllte Andreas Kohn einen Lehrauftrag für Gesang an der Theaterakademie August Everding und unterrichtet weiterhin an der Hochschule für Musik und Theater München. Im November 2020 wurde Andreas Kohn zum Professor für Sologesang an die Folkwang Universität der Künste in Essen berufen.

## Diskografie
- Ludwig van Beethoven: Fidelio, La Fenice/Venedig, 1998, Mondo Musica MFON 20141
- Ludwig van Beethoven: Finale Fidelio, United Nations 50th Anniversary Concert, Dirigent: Sir Georg Solti, 1995, Decca 448901-2
- Manfred Gurlitt: Soldaten, DSO Berlin, Dirigent: Gerd Albrecht, 1999, Orfeo C 482992 H
- Paul Hindemith: Die Harmonie der Welt, Dirigent: Marek Janowski, RSO Berlin, 2002, Wergo WER 66522
- Engelbert Humperdinck: Königskinder, Dirigent: Fabio Luisi, Münchner Rundfunkorchester, 1996, Calig CAL 50968-70
- Wilhelm Kienzl: Don Quixote, Dirigent: Gustav Kuhn, 1998, Deutschlandradio, cpo 999873-2
- Wolfgang Amadeus Mozart: Don Giovanni, Dirigent: Martin Haselböck, Wiener Akademie, 1991, Novalis 150084-2
- Richard Strauss: Des Esels Schatten, Erzähler: Peter Ustinov, 1997, Koch Schwann 3-1792-2 H1
- Richard Strauss: Friedenstag, Dirigent: Wolfgang Sawallisch, 1987, Bayerischer Rundfunk, EMI classics 7243 5568502 5
- Richard Strauss: Salome, Wiener Philharmoniker, 1995, Decca 444178-2

## Beiträge für das Fernsehen (Auswahl)
- Zirkus um Zauberflöte, Regie: Percy Adlon/George Tabori, Partie: Sarastro, Luna Film 1998[8][9]
- United Nations 50th Anniversary Concert Live, Télévision Suisse Romande 1995
- Wiedereröffnung des Prinzregententheaters live, ZDF 1987